# 11087 Yamasakimakoto
11087 Yamasakimakoto (1993 TK1) là một tiểu hành tinh vành đai chính được phát hiện ngày 15 tháng 10 năm 1993 bởi K. Endate và K. Watanabe ở Kitami.